# Rift
Ne doit pas être confondu avec Rif, Riff ou Océanisation.
Pour les articles homonymes, voir Rift (homonymie).
 (juin 2011).
Si vous disposez d'ouvrages ou d'articles de référence ou si vous connaissez des sites web de qualité traitant du thème abordé ici, merci de compléter l'article en donnant les références utiles à sa vérifiabilité et en les liant à la section « Notes et références ».

Schéma d'un rift.

La rupture de la croûte continentale (rifting) précède le processus magmatique d'océanisation.

Un rift (le terme signifiant en anglais « fissure, crevasse, rupture, déchirure ») est un fossé d’effondrement se localisant le long d’une fracture de l’écorce terrestre lors d'un processus d'extension. Le rift est limité par des bords plus ou moins surélevés (appelés épaulements de rift) formant généralement des gradins correspondant à une série de blocs basculés (horst, graben et demi-graben (en)) le long de failles normales. Les géologues distinguent le rift continental, siège de séismes et d'une activité volcanique plus ou moins forte par suite de l'extension de la croûte continentale, et le rift océanique présent à l'axe des dorsales uniquement.
Dès que les fossés d’effondrement deviennent d’échelle continentale, c’est-à-dire offrent une longueur de 100 à plusieurs centaines ou milliers de km et une largeur de plusieurs dizaines de kilomètres, on constate toujours qu’à leur verticale se produisent des modifications de la croûte continentale et du manteau supérieur. Les géomorphologues parlent dans ce cas de rifts.
En surface, un rift forme un fossé d'effondrement allongé, dont les dimensions peuvent atteindre quelques dizaines de kilomètres de large pour plusieurs centaines de kilomètres de long. Cette dépression allongée, appelée vallée de rift, limitée par des failles normales dites failles bordières, est le lieu d'une sédimentation le plus souvent lacustre et d'un volcanisme soutenu.
La sédimentation peut atteindre plusieurs milliers de mètres d'épaisseur en fonction de l'intensité de la subsidence. Des incursions marines pendant la période de sédimentation sont parfois observées comme dans le fossé d'effondrement de la Limagne. La formation des rifts est associée, soit dans un stade tardif soit dans un stade précoce (voir rift actif versus rift passif) à l'ouverture de fissures dans lesquelles s'injecte du magma alcalin. Les rifts sont ainsi souvent associés à la formation de grands volcans (par exemple le Kilimandjaro, le long du rift est-africain ou le stratovolcan du Cantal dans le rift du Massif central).
Parce qu'ils sont aussi le lieu de l'amincissement de la lithosphère, les rifts représentent le stade précoce de la rupture lithosphérique. Lorsque celle-ci est suffisamment importante, le rift devient une dorsale océanique et constitue la limite entre les deux plaques lithosphériques nouvellement formées. La dorsale est le lieu où, par refroidissement du magma, se forme la lithosphère océanique.
Certains rifts continentaux passent progressivement à un processus d'océanisation, mais cette évolution peut être contrariée par l'arrêt de l'extension, les géologues parlant de « rift avorté » (c'est-à-dire, n'ayant pas abouti à la séparation de deux blocs continentaux). La formation d'un nouvel océan commence typiquement en un point triple d'où trois rifts divergent, au-dessus d'un point chaud. Deux de ces rifts évoluent jusqu'à l'océanisation tandis que le troisième avorte, devenant ce qu'on appelle un aulacogène.
Le rifting, appelé aussi riftogenèse ou distension (mouvement d'extension de la lithosphère) désigne le processus de formation d'un rift.

## Rift continental ou rift océanique
Le rift continental, dit aussi intracontinental, se forme sous l'effet de contraintes tectoniques distensives de grande ampleur (rift passif) ou sous l'action de la remontée d'un panache mantellique déterminant un bombement puis un étirement de la lithosphère (rift actif). Il est typiquement limité par des épaulements formant généralement des gradins. Ce rifting peut à terme, soit avorter, soit évoluer en rift océanique donnant, par océanisation progressive, un embryon d'océan (typiquement la mer Rouge) puis un océan véritable. La morphologie de la zone active de l'axe des dorsales, ainsi que leur structure globale et le type de mise en place de leurs laves, présentent des différences importantes selon leur ouverture. Les dorsales rapides (divergence de 9 à 16 cm/an) sont larges (jusqu'à 3 000 km) et présentent de part et d'autre de leur partie axiale en forme de dôme des pentes faibles. Les dorsales lentes (taux d'écartement de 1 à 5 cm/an) sont plus étroites et présentent typiquement une vallée axiale bordée de failles normales (qui a tous les caractères du rift continental) large de 10 à 30 kilomètres et profonde de 1 à 2 km, les blocs basculés faisant quelques centaines de mètres ou kilomètres. Les dorsales intermédiaires (divergence de 5 à 9 cm/an) présentent généralement à leur sommet un plateau axial,.

## Rift actif ou rift passif
La lithosphère continentale est composée d’une partie supérieure de 30 km en moyenne, peu dense, la croûte de composition globalement granitique, et d’une partie inférieure de 100 km très dense, constituée de péridotite (roche du manteau). L’ensemble est appelé la lithosphère et constitue la plaque proprement dite qui se déplace sur du manteau déformable dénommé asthénosphère.
L’amincissement de cette lithosphère, c’est-à-dire la formation d’un rift, peut se produire à la suite de deux mécanismes fondamentaux distincts : le rifting actif ou passif. L’évolution tectonique est alors très différente suivant l’un ou l’autre de ces deux modes d’amincissement.
Un rift actif résulte de l’ascension d’un panache mantellique qui atteint la lithosphère et forme des chambres magmatiques en des lieux appelés points chauds. Comme un gigantesque chalumeau situé à l’aplomb de la plaque et qui l’amincit par en dessous (phénomène appelé érosion thermique), cette ascension provoque dans un premier temps un soulèvement topographique marqué, dont les causes essentiellement thermiques, ont déjà été modélisées numériquement. Si le volcanisme peut être synchrone de ce bombement en liaison avec la décompression de l'asthénosphère, l'extension de la lithosphère n'apparaît qu'ensuite, comme une conséquence de ce soulèvement. Il en résulte que la sédimentation est tardive dans l'évolution générale du système. L'évolution tectonique classique associée à ce mode de rifting correspond à la suite chronologique : 1. soulèvement et volcanisme puis 2. extension, formation des fossés d’effondrement et sédimentation.
À l'inverse, un rift est dit passif lorsque l’extension résulte de forces trouvant leur origine aux limites de la plaque tectonique. Celle-ci s’étire alors horizontalement comme un chewin-gum, ce qui provoque d'abord en surface des fossés d’effondrement (grabens) qui se comblent de sédiments et où le volcanisme est généralement absent. Ce n'est que dans un second temps qu'un soulèvement d'origine thermique et un volcanisme concomitant se produit. L'évolution tectonique classique associée à ce mode de rifting correspond alors à la suite chronologique : 1. extension et sédimentation puis 2. soulèvement et volcanisme. Des exemples de rift passif sont le graben du Rhin, le lac Baïkal ou le rift du Rio Grande.
En réalité, les rifts présentent des configurations intermédiaires entre ces deux extrêmes, si bien que la distinction est difficile entre rifts actifs et passifs, et reste encore sujette à débats.
Sur cette figure tirée d'une publication d'Olivier Merle et de Laurent Michon est schématisée à gauche le premier stade d’un rift actif : soulèvement et volcanisme en surface. L’amincissement est lié à l’arrivée sous la plaque tectonique (ou lithosphérique) d’un panache mantellique, forte anomalie thermique qui remonte depuis les profondeurs de la terre. À droite, est représenté le premier stade d’un rift passif : fossé d'effondrement et sédimentation en surface. L’extension est liée à des forces (flèches) agissant directement sur la plaque elle-même.
Néanmoins, il importe finalement de préciser que le mode de classification en rifts actifs et passifs n'est justement qu'une tentative de classification parmi d'autres plus ou moins récentes, et que de nombreux rifts peuvent rentrer dans les deux catégories à la fois, voire rarement dans aucune en particulier, ce qui peut donc justifier l'abandon des appellations « rift passif » et « rift actif » par une grande partie de la communauté des géologues.

## Rift et sédimentation

### Phase pre-rift
Distension et amincissement de la croûte continentale.

### Phase syn-rift
Déchirure par cisaillement oblique et failles listriques, subsidence tectonique rapide, blocs basculés.

### Phase post-rift
Création de nouvelle croûte océanique à partir de la dorsale (accrétion océanique), subsidence thermique.

## Exemples de rifts

### Rifts actifs

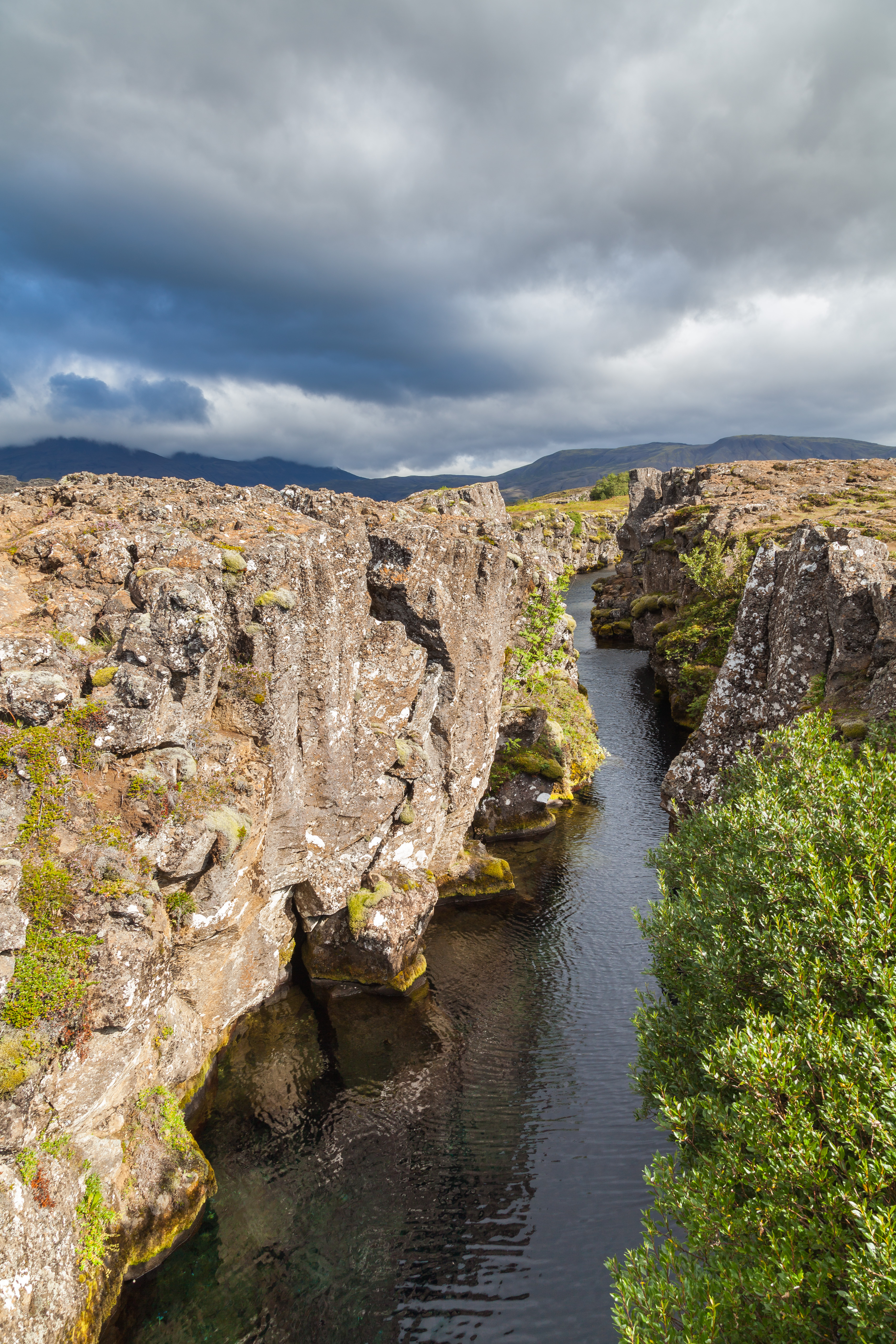
La Silfrugjá aux Þingvellir en Islande.

- Le rift est-africain, en particulier la région de la dépression de l'Afar
- Le rift de la mer Rouge
- Le rift Baïkal, le rift continental le plus profond sur la terre.
- Le rift du golfe de Suez
- Le rift du lac Timiskaming en Temiskaming Shores, Ontario
- Le rift du Rio Grande dans le sud-ouest des États-Unis
- Le rift contenant le golfe de Corinthe en Grèce
- Le rift Reelfoot, un ancien rift proche de la zone sismique de New Madrid dans la baie du Mississippi
- Le rift de la mer du Nord
- le graben de l'Eger
- Le rift ouest-européen, de la vallée du Rhin, au Nord-Est de la France (Alsace) et avec un morceau du Sud-Ouest de l'Allemagne (morceau du Bade-Würtenberg), connue sous le nom de fossé rhénan
- La zone volcanique de Taupo dans le nord-est de l'île du Nord de la Nouvelle-Zélande
- Le graben d'Oslo en Norvège
- Le graben d'Ottawa-Bonnechère en Ontario et au Québec
- La cordillère volcanique de la Province Nord de la Colombie-Britannique, du Yukon et l'Alaska
- Le rift de l'Antarctique de l'Ouest
- Le bassin de Fundy (en) au sud du Canada
- La ceinture volcanique de Reykjanes, la ceinture médio-islandaise, la zone volcanique Ouest, la zone volcanique Est et la zone volcanique Nord en Islande

### Rifts avortés
- Le rift de Keweenaw (ou rift médio-continental), en Amérique du Nord.
- La ceinture volcanique de Snæfellsnes en Islande